# Meyer Lansky
Meyer Lansky, ursprungligen Majer Suchowliński, född 4 juli 1902 i Grodno i dåvarande Ryska imperiet (i dagens Belarus), död 15 januari 1983 i Miami, Florida, var en amerikansk gangster av judisk-polsk härkomst.
Han samarbetade med Benjamin "Bugsy" Siegel och Lucky Luciano.